# Gamás, Somogy
Gamás  este un sat în districtul Fonyód, județul Somogy, Ungaria, având o populație de 840 de locuitori (2011). 

## Demografie
Componența etnică a satului Gamás
     Maghiari (93,12%)
     Romi (4,37%)
     Croați (1,98%)
     Necunoscut (0,53%)
     Alții (0,53%)
Componența confesională a satului Gamás
     Fără religie (7,38%)
     Reformați (4,64%)
     Necunoscută (86,67%)
     Alte religii (1,9%)
Conform recensământului din 2011, satul Gamás avea 840 de locuitori. Din punct de vedere etnic, majoritatea locuitorilor (93,12%) erau maghiari, existând și minorități de romi (4,37%) și croați (1,98%). Apartenența etnică nu este cunoscută în cazul a 0,53% din locuitori. Nu există o religie majoritară, locuitorii fiind persoane fără religie (7,38%) și reformați (4,64%). Pentru 86,67% din locuitori nu este cunoscută apartenența confesională.